# Mille Miglia 1948

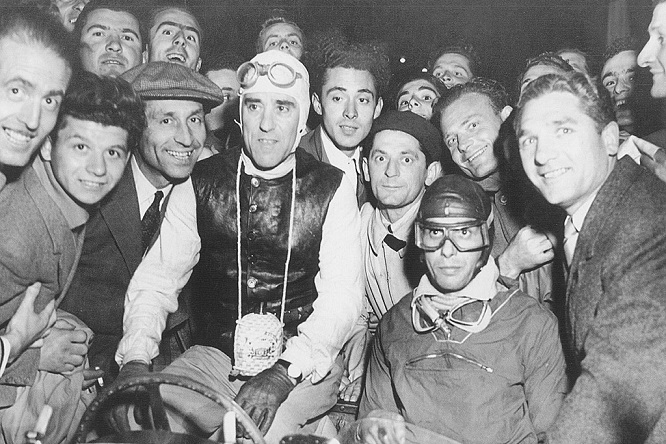
Tazio Nuvolari (links mit weißer Kappe) bestritt bei der Mille Miglia 1948 sein letztes großes Rennen

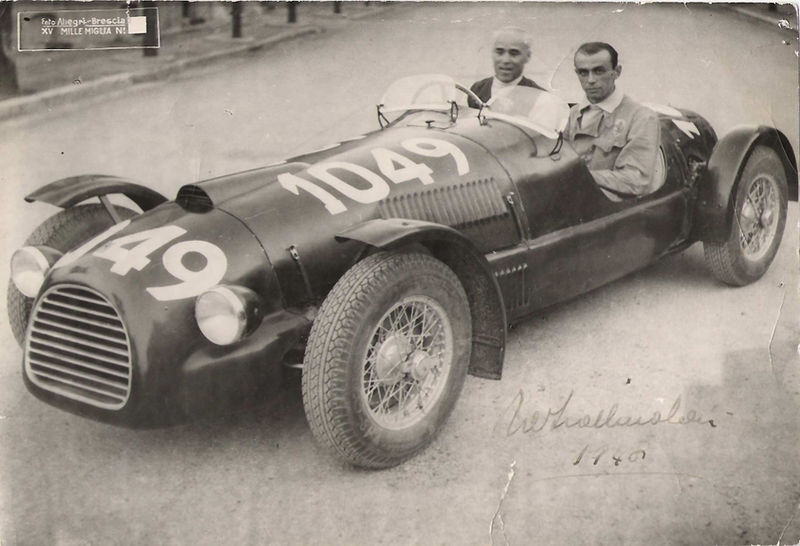
Nuvolari vor dem Start mit noch intaktem Ferrari 166 Spyder Corsa

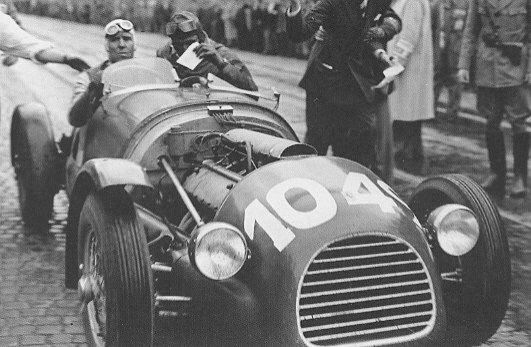
In Rom fehlen bereits Motorhaube und Kotflügel

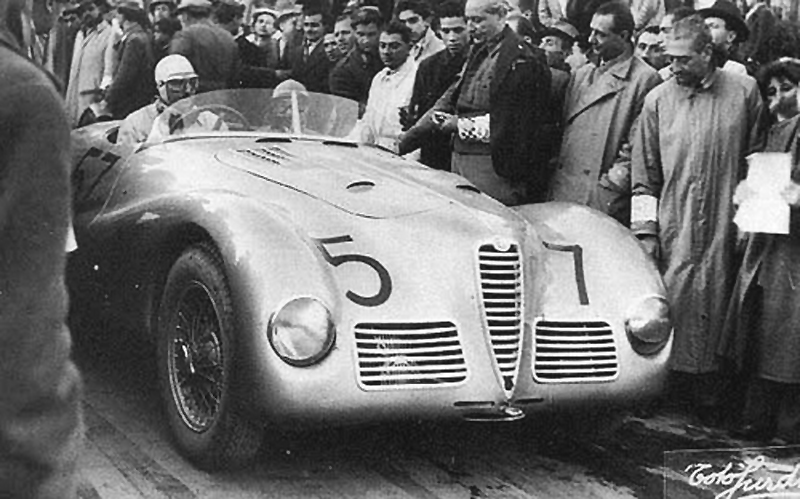
Der sechstplatzierte Alfa Romeo 6C 2500SS Spider von Giampiero Bianchetti und Giovanni Maria Cornaggia Medici beim Start in Brescia

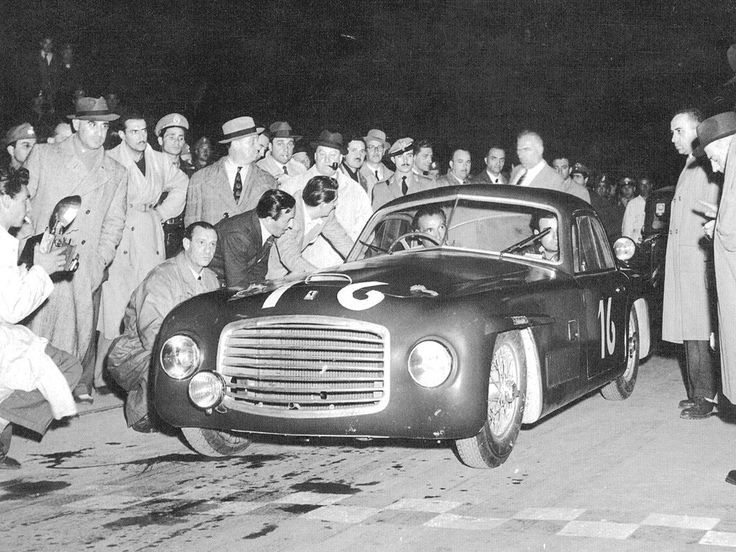
Die Rennsieger Clemente Biondetti und Giuseppe Navone im Ferrari 166S Coupé Allemano

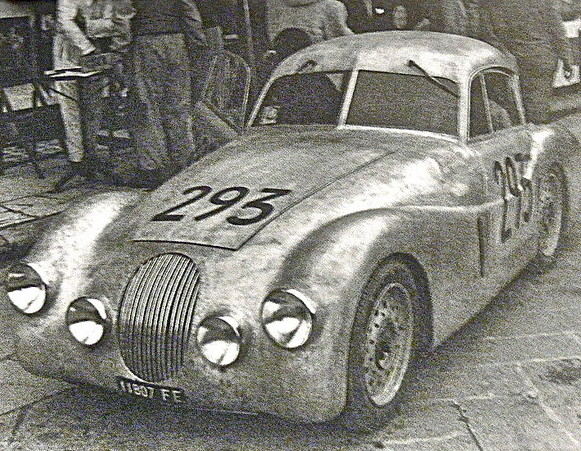
Der ausgefallene Fiat Turolla Morelli von Vito und Vittorino Barion

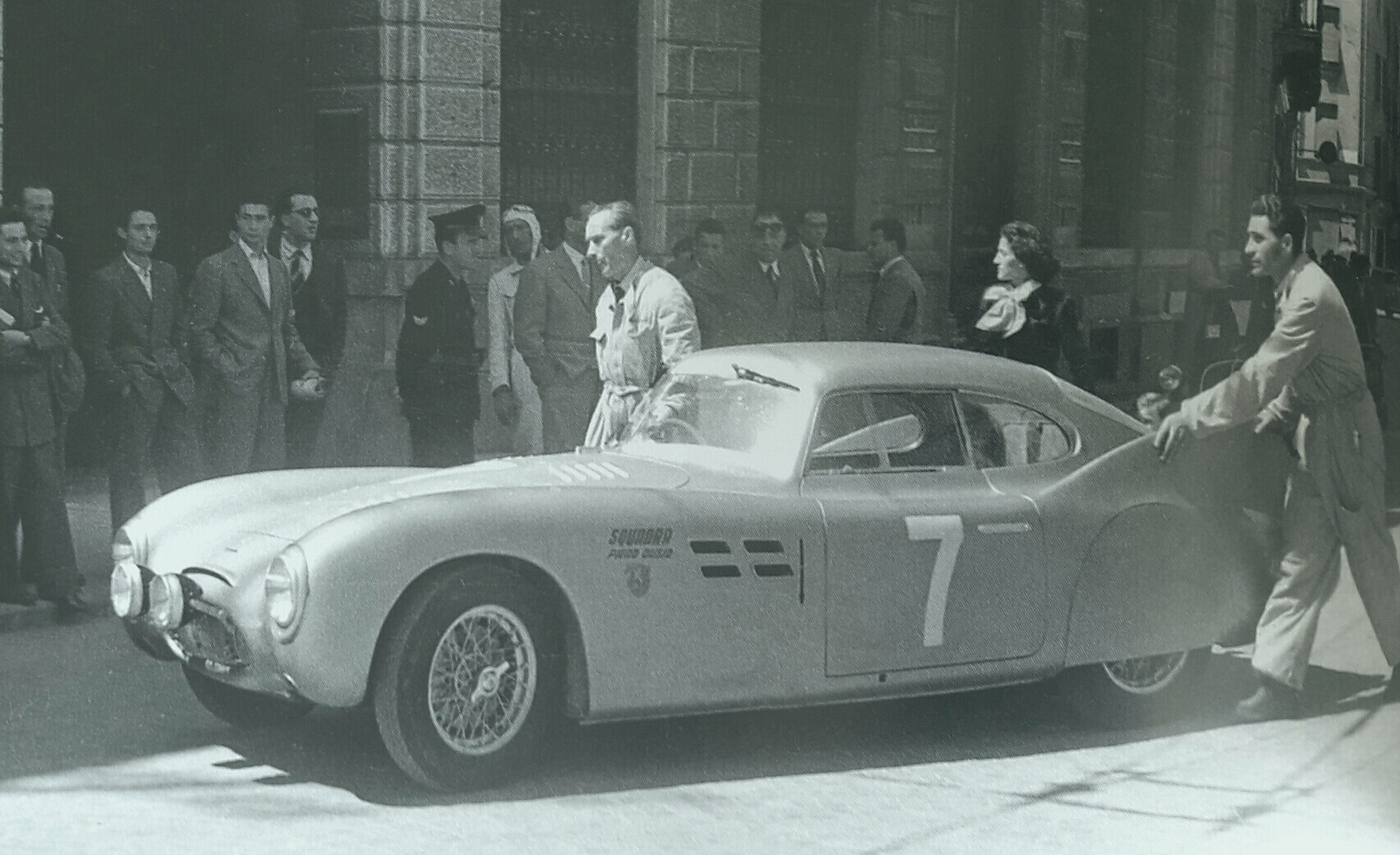
Der ausgefallene Cisitalia 1200 Berlinetta Aerodinamica von Piero Taruffi und Domenico Rabbia

Die 15. Mille Miglia, auch Mille Miglia, Brescia-Roma-Brescia, fand am 2. und 3. Mai 1948 statt und führte über 1.833 km von Brescia nach Rom und wieder zurück nach Brescia.

## Vor dem Rennen
Ende der 1930er-Jahre hatte die Kritik am 1000-Meilen-Rennen auch in Italien zugenommen. Nach dem Abessinienkrieg, der 1936 mit der Unterwerfung des Kaiserreichs Abessinien durch das Benito-Mussolini-Italien endete, war das Rennen von nichtitalienischen Automobilherstellern, Rennteams und Fahrern weitgehend boykottiert worden. 1938 kam es bei der Durchfahrt von Bologna zu einem folgenschweren Zwischenfall. Der Lancia Aprilia der beiden italienischen Amateurrennfahrer Dr. Luigi Bruno und Angelo Mignanego verunglückte schwer, als Mignanego auf den Schienen der Straßenbahn bei ca. 100 km/h die Herrschaft über den Wagen verlor und in eine Zuschauergruppe fuhr. Während die beiden Fahrer so gut wie unverletzt blieben, starben bei dem Unfall zehn Zuschauer, darunter sieben Kinder. Als kurz vor dem Ende der Veranstaltung bei einem weiteren Unfall ein zwölfjähriges Mädchen überfahren wurde und den Tod fand, stand das Rennen knapp vor dem Abbruch. Als Folge der elf Todesopfer verbot die oberste italienische Motorsportbehörde von nun an die Durchfahrt von Ortskernen und Innenstädten bei Straßenrennen; das kam einem Ende des 1000-Meilen-Rennens gleich. Nachdem 1939 kein Rennen stattgefunden hatte, wurde beim Sieg von Fritz Huschke von Hanstein und Walter Bäumer 1940 ein 165 km langer Rundkurs in der Po-Ebene neunmal durchfahren.
Nach dem Ende des Zweiten Weltkriegs 1945 fand zwei Jahre später das Rennen in seiner alten Form wieder statt. Die Millionen Toten des Kriegs hatten die Sicherheitsbedenken der Vorkriegszeit in den Hintergrund gedrängt. Beim Sieg von Clemente Biondetti und Emilio Romano im Alfa Romeo 8C 2900B Berlinetta Touring wurden wieder Ortschaften und Städte im vollen Tempo durchfahren.

## Das Rennen

### Die Route
Brescia – Verona – Venedig – Padua – Rovigo – Ferrara – Ravenna – Forlì – Rimini – Pesaro – Fano – Furlopass – Foligno – Spoleto – Sommapass – Terni – Rom – Civitavecchia – Grosseto – Livorno – Pisa – Florenz – Futapass – Raticosapass – Bologna – Modena – Reggio nell’Emilia – Parma – Piacenza – Voghera – Alessandria – Asti – Turin – Novara – Mailand – Bergamo – Brescia

### Hersteller, Teams und Fahrer
Die ersten beiden Mille Miglias nach dem Ende des Zweiten Weltkriegs, 1947 und 1948, sind eine Sollbruchstelle im italienischen Motorsport. Unterbrochen durch die Kriegsjahre, kamen viele Rennkarrieren zum Stillstand. Einige Piloten, obwohl inzwischen in die Jahre gekommen, nahmen ihre Aktivitäten nach dem Krieg wieder auf und trafen auf eine neue Generation junger, am Beginn ihrer Karriere stehender Fahrer. Mit Tazio Nuvolari – Sieger 1930 und 1933 –, Antonio Brivio – erfolgreich 1936 – sowie Biondetti, dem Gewinner von 1938 und 1947, waren drei ehemalige Gesamtsieger am Start. Fahrer wie Piero Taruffi, Franco Cortese und Giovanni Bracco hatten ihre Karrieren schon in den 1930er-Jahren begonnen. Die neue Generation zeigte sich in Piloten wie Alberto Ascari, dem Sohn des 1925 in Montlhéry tödlich verunglückten Antonio Ascari, dem erst 20-jährigen Umberto Maglioli, der einen Monat davor bei der Targa Florio sein Debüt als Rennfahrer gegeben hatte und als Beifahrer von Bracco am Start war.
Die vier Marzotto-Brüder, Gianni, Paolo, Umberto und Vittorio gaben allesamt ihr Renndebüt. Neben den Veteranen Mario Tadini, Piero Dusio und Archimede Rosa waren auch die späteren Formel-1-Piloten Franco Rol und Consalvo Sanesi gemeldet.
Carlo Chiti, der einen Fiat 1100 fuhr, konstruierte später Rennwagen für Ferrari, Alfa Romeo Motorsport und Automobili Turismo e Sport; Ferruccio Lamborghini, der eine eigene Sportwagenfirma aufbaute, bestritt das Rennen in einem Fiat 500 Topolino.
Für die Scuderia von Enzo Ferrari war das Rennen von 1948 die erste Mille Miglia, die mit Rennfahrzeugen der Marke Ferrari bestritten wurde. Stammfahrer Franco Cortese fuhr einen Ferrari 166S mit Spyder-Karossiere. Dazu verpflichtete Ferrari Clemente Biondetti. Biondetti gehörte nicht zu den erklärten Lieblingspiloten des Commendatore. Seit der Gründung der Scuderia 1929 hatte er dem 1898 geborenen Sarden nie ein Cockpit angeboten. Als Sieger von 1938 und 1947 war Biondetti jedoch nicht mehr zu übergehen. Biondetti fuhr einen 166S mit einer Coupé-Karosserie von Allemano. Ganz anders war das Verhältnis zwischen dem Rennstallbesitzer Enzo Ferrari und Tazio Nuvolari. Seit Beginn der Rennaktivitäten der Scuderia war Nuvolari immer wieder für ihn am Start gewesen und hatte 1933 das erste 1000-Meilen-Rennen für das Rennteam gewonnen. Anfang 1948 stand es jedoch schlecht um den Gesundheitszustand von Nuvolari. Die letzten sechs Monate hatte er fast ausschließlich in einem Sanatorium verbracht, wo er wegen seiner angegriffenen Lungen und schwerem Asthma bronchiale behandelt wurde. Ferrari benötigte seine gesamte Überredungskunst, um Nuvolari zu einem Start bewegen zu können. Erst zwei Tage vor dem Rennen willigte Nuvolari ein.
Weder Maserati noch Alfa Romeo waren mit einem Werksteam vertreten. Die neuen A6GCS wurden an Privatteams abgegeben. Einen davon fuhr Alberto Ascari. Auch Cisitalia verzichtete auf einen Werkseinsatz und gab die Wagen ebenfalls an Privatfahrer weiter. 1947 waren die Boliden des 1943 von Piero Dusio gegründeten Sportwagenherstellers die Überraschung im Rennen gewesen. Nuvolari musste sich im Ziel im 1,1-Liter-Cisitalia 202SMM Spider nur Biondetti im 3-Liter-Alfa Romeo 8C 2900B Berlinetta Touring geschlagen geben.
Als einzige nichtitalienische Mannschaft kam die britische Donald Healey Motor Company nach Italien. Das junge, 1946 von Donald Mitchell Healey gegründete Unternehmen war mit vier Fahrzeugen vertreten. Eines pilotierte Healey gemeinsam mit seinem Sohn Geoffrey selbst.
Insgesamt waren 232 Team gemeldet, wovon 189 das Rennen aufnahmen.

### Tazio Nuvolaris letztes großes Rennen
Die Mille Miglia 1948 ging als Nuvolaris letztes großes Rennen in die Motorsportgeschichte ein. Was sich auf dem Weg von Brescia nach Rom und wieder zurück ereignete, hatte fast mehr mit einer italienischen Oper als mit einem Autorennen zu tun. Auch in der Gegenwart lässt sich die Zahl der Zuschauer entlang der 1800 km langen Strecke nicht genau beziffern. In historischen Dokumenten ist von mehreren Millionen Menschen zu lesen. Da das Rennen von einigen italienischen Radioanstalten live übertragen wurde, strömten im Laufe des Tages immer mehr Menschen an die Strecke, um an der dramatischen Fahrt von Nuvolari teilhaben zu können. Der Ferrari 166 Spyder Corsa, mit dem Nuvolari unterwegs war, wurde als Formel-2-Rennwagen konzipiert und war mehr Monoposto als Sportwagen. Nuvolari hatte keine Kenntnis vom Wagen und keinen Meter auf der Strecke trainiert; er verließ sich ausschließlich auf seinen Instinkt und seine Erfahrung.
Auf dem Weg nach Rom hatte er einen ersten Unfall. Der dabei beschädigte linke Kotflügel und die Motorhaube wurden kurzerhand weggeworfen. Bei der Wende in Rom hatte er den unglaublichen Vorsprung von einer Stunde auf den Rest des Feldes. Der kleine Ferrari war der dauerhaften ungestümen Fahrweise seines Piloten aber nicht gewachsen. Bei der Überquerung des Apennin brach der Fahrersitz aus der Halterung. Nuvolari ersetzte ihn kurzerhand durch einen Sack Orangen, den er bei einem Marktstand auftrieb. Vor dem Stopp in Modena zerstörte er einen vorn liegenden Stoßdämpfer, aber da er noch immer mit 29 Minuten Vorsprung auf Biondetti in Führung lag, konnte ihn auch Enzo Ferrari nicht zur Aufgabe bewegen. Erst als knapp vor Parma alle Bremsen am Wagen defekt gingen und der Ferrari nicht mehr auf der Strecke zu halten war, gab er zum Leidwesen der vielen Millionen Hörer an den Radios auf. Kurioserweise war der erste Zuschauer, der ihn auf dem komplett ruinierten Auto sitzend antraf, ein Priester, den Nuvolari, körperlich am Ende, um ein Bett bat.
Zu Enzo Ferrari soll Nuvolari nach dem Rennen gesagt haben: „Enzo, in unserem Alter sind solche Tage rar. Wir müssen sie auskosten, so gut wir können.“
Nach dem Ausfall von Nuvolari siegte Biondetti mit dem Rekordvorsprung von 28 Minuten auf den privaten Fiat 1100 Sport von Alberto Comirato und dessen Ehefrau Lia.

## Ergebnisse

### Schlussklassement
| 1           | S 2./+ 2.0  | 16   | Scuderia Ferrari            | Clemente Biondetti Giuseppe Navone                   | Ferrari 166S Coupé Allemano                | 15:05:44,000 |
| 2           | S 1.1       | 73   |                             | Alberto Comirato Lia Comirato Dumas                  | Fiat-Comirato 1100 Sport                   | 16:33:08,000 |
| 3           | S 1.1       | 1021 |                             | Francesco Apruzzi Angelo Apruzzi                     | Fiat 1100 S Berlinetta                     | 16:52:30,000 |
| 4           | S 1.1       | 82   | Aldo Terigi                 | Aldo Terigi M. Berti                                 | Stanguellini S1100 Spider Carr. Ala d’Oro  | 16:57:10,000 |
| 5           | S 1.1       | 15   |                             | Guido Scagliarini Cornelio Maffiodo                  | Cisitalia 202 Berlinetta                   | 17:00:05,000 |
| 6           | S 2./+ 2.0  | 57   |                             | Giampiero Bianchetti Giovanni Maria Cornaggia Medici | Alfa Romeo 6C 2500SS Spider                | 17:02:43,000 |
| 7           | S 1.1       | 248  |                             | Carlo Scagliarini Guglielmo Masi                     | Stanguellini S1100                         | 17:14:39,000 |
| 8           | S 1.1       | 1010 |                             | Emilio Christillin Emanuele Nasi                     | Fiat 1100                                  | 17:17:04,000 |
| 9           | S 2./+ 2.0  | 44   | Donald Healey Motor Company | Donald Healey Geoffrey Healey                        | Healey 2400 Westland                       | 17:26:10,000 |
| 10          | S 1.1       | 126  |                             | N. Colnaghi F. Pozzoni                               | Fiat 1100S Berlinetta                      | 17:27:56,000 |
| 11          | S 1.1       | 89   |                             | Enrico Anselmi Remy Jacazio                          | Fiat 1100                                  | 17:29:41,000 |
| 12          | S 1.1       | 1016 |                             | Rolli C. Cannara                                     | Stanguellini S1100 Berlinetta Bertone      | 17:31:20,000 |
| 13          | T + 1.1     | 76   |                             | Giovanni Lurani Guglielmo Sandri                     | Healey 2400 Elliott                        | 17:32:12,000 |
| 14          | S 1.1       | 425  |                             | A. De Michelis A. Pedrocco                           | Fiat 1100S Berlinetta                      | 17:36:14,000 |
| 15          | S 1.1       | 1014 |                             | Geremia Merati C. Tenconi                            | Fiat 1100S Berlinetta                      | 17:44:50,000 |
| 16          | T + 1.1     | 502  |                             | Mario Bornigia Franco Bornigia                       | Lancia Aprilia                             | 17:47:49,000 |
| 17          | T + 1.1     | 1031 |                             | Giovanni Bracco Umberto Maglioli                     | Lancia Aprilia                             | 17:51:50,000 |
| 18          | S 1.1       | 188  |                             | Antonio Bortolami O. Pippa                           | Fiat 1100                                  | 17:58:02,000 |
| 19          | T + 1.1     | 446  |                             | S. Asti F. Asti                                      | Lancia Aprilia                             | 17:59:04,000 |
| 20          | T + 1.1     | 38   |                             | Leonardo Quadri Mirella Quadri                       | Lancia Aprilia                             | 18:04:50,000 |
| 21          | S 1.1       | 104  | Giuseppe Bertone            | Giuseppe Bertone Franco Bertani                      | Stanguellini S1100                         | 18:06:05,000 |
| 22          | S 2./+ 2.0  | 224  |                             | Spartaco Graziani L. Consani                         | Alfa Romeo 6C 2500                         | 18:13:05,000 |
| 23          | T + 1.1     | 1029 |                             | Ezio Ferraris A. Garlanda                            | Lancia Aprilia                             | 18:14:46,000 |
| 24          | S 1.1       | 450  |                             | Achille Fona L. Beltrami                             | Fiat 1100                                  | 18:16:47,000 |
| 25          | S 1.1       | 1015 |                             | Giulio Rollino Angelo Poggio                         | Fiat 1100S Berlinetta                      | 18:24:26,000 |
| 26          | T + 1.1     | 21   |                             | Aldo Bianchi Aretto                                  | Lancia Aprilia                             | 18:45:32,000 |
| 27          | T + 1.1     | 504  |                             | Stefano Marsaglia G. Marsaglia                       | Lancia Aprilia                             | 18:47:26,000 |
| 28          | T + 1.1     | 751  |                             | Giannino Marzotto Umberto Marzotto                   | Lancia Aprilia                             | 18:54:55,000 |
| 29          | S 1.1       | 319  |                             | Carlo Braga Egisto Baistrocchi                       | Fiat 1100 Spider Carr. Ala d’Oro           | 18:55:28,000 |
| 30          | T + 1.1     | 1027 |                             | S. Romei B. Burgassi                                 | Lancia Aprilia                             | 18:58:55,000 |
| 31          | S 1.1       | 283  |                             | Adino Chieregato Gian-Paolo Volpini                  | Cisitalia 202SMM                           | 19:13:48,000 |
| 32          | T + 1.1     | 173  |                             | M. Longoni Cantalupo                                 | Lancia Aprilia                             | 19:17:45,000 |
| 33          | S 2./+ 2.0  | 515  |                             | Agostino di Stefano P. Pecora                        | Alfa Romeo 6C 2500SS Coupé Touring         | 19:22:23,000 |
| 34          | T + 1.1     | 162  |                             | S. Pernigotti Zorzoli                                | Lancia Aprilia                             | 19:25:24,000 |
| 35          | S 1.1       | 417  |                             | O. Bettini A. Lorenzini                              | Fiat 1100                                  | 19:36:28,000 |
| 36          | T + 1.1     | 511  |                             | Romano Biagetti G. Magrini                           | Lancia Aprilia                             | 19:37:20,000 |
| 37          | S 750       | 1036 |                             | Sandro Fiorio Piero Avalle                           | Fiat Siata 500 Pescara                     | 19:37:29,000 |
| 38          | T + 1.1     | 286  |                             | Pietro Pozzi B. Mari                                 | Lancia Aprilia                             | 19:43:07,000 |
| 39          | T + 1.1     | 455  |                             | G. Ramaioli B. Mangano                               | Lancia Aprilia                             | 19:47:12,000 |
| 40          | T + 1.1     | 287  |                             | Alberto Mazza G. Romanelli                           | Lancia Aprilia                             | 19:48:03,000 |
| 41          | T + 1.1     | 1025 |                             | Luigi Marcolini A. Carbonini                         | Lancia Aprilia                             | 19:56:23,000 |
| 42          | T + 1.1     | 481  |                             | O. Bruschi M. Giordano                               | Lancia Aprilia                             | 20:03:30,000 |
| 43          | T + 1.1     | 1030 |                             | Marco Ferrini Emilio Fioruzzi                        | Lancia Aprilia                             | 20:03:56,000 |
| 44          | T + 1.1     | 106  |                             | Mario Reynaldi Orlando Cravotto                      | Lancia Aprilia                             | 20:04:34,000 |
| 45          | T 1.1       | 127  |                             | Diego Capelli Giuseppe Veronelli                     | Fiat 1100                                  | 20:05:42,000 |
| 46          | S 750       | 1037 |                             | Carlo Francesconi G. Chinellato                      | Fiat 500 Siata                             | 20:23:36,000 |
| 47          | S 750       | 281  |                             | G. Panzacchi A. Faccioli                             | Fiat Siata 500                             | 20:48:45,000 |
| 48          | S 1.1       | 458  |                             | Bruno Moroni A. Carta                                | Fiat 1100                                  | 20:49:39,000 |
| 49          | S 1.1       | 465  |                             | Luigi Merati P. Tenconi                              | Fiat 1100                                  | 20:53:47,000 |
| 50          | T 1.1       | 1018 |                             | G. Forte R. Moneta                                   | Fiat 1100                                  | 21:04:00,000 |
| 51          | T 1.1       | 135  |                             | Luigi Segré Bruno Martignoni                         | Fiat 1100 Monviso                          | 21:12:30,000 |
| 52          | T 1.1       | 1005 |                             | Giuseppe Coriasco Adone Bianchi                      | Lancia Ardea                               | 21:13:16,000 |
| 53          | T 1.1       | 697  |                             | Giuseppe Attanasio Aurelio Lorenzetti                | Fiat 1100                                  | 21:15:50,000 |
| 54          | S 1.1       | 1060 |                             | Luigi Zannini G. Cristina                            | Fiat 1100S Berlinetta                      | 21:17:56,000 |
| 55          | S 1.1       | 238  |                             | Alberico Cacciari Marcelo Gallerani                  | Fiat 1100S Berlinetta                      | 21:22:16,000 |
| 56          | S 750       | 149  |                             | Antonio Nicolai Ferdinando Cagnotto                  | Fiat 500                                   | 21:51:46,000 |
| 57          | S 750       | 1033 |                             | Rinaldo Bossini Mario Facca                          | Fiat 500                                   | 23:53:53,000 |
| 58          | S 750       | 1040 |                             | W. Rivarola Aldo Berardi                             | Fiat 500                                   | 24:35:18,000 |
| 59          | T 1.1       | 435  |                             | M. Falleni Guido Roghi                               | Fiat 1100                                  | 24:48:06,000 |
| 60          | S 750       | 438  |                             | Naborre Masetti A. Masetti                           | Fiat 500                                   | 24:53:46,000 |
| 61          | S 750       | 1038 |                             | Domenico Ogna C. Ogna                                | Fiat 500                                   | 25:04:05,000 |
| 62          | S 2./+ 2.0  | 268  |                             | M. de Peppo D. Pisaneschi                            | Fiat 1500                                  | 25:04:48,000 |
| 63          | S 750       | 1044 |                             | P. Rossi Bruno Facchetti                             | Fiat 500                                   | 25:22:36,000 |
| 64          | T 1.1       | 1002 |                             | Gino Lochi U. Zunica                                 | Fiat 500                                   | 26:31:13,000 |
| Ausgefallen |             |      |                             |                                                      |                                            |              |
| 65          | S 2./+ 2.0  | 3    | Scuderia Ambrosiana         | Alberto Ascari Guerino Bertocchi                     | Maserati A6GCS                             |              |
| 66          | S 2./+ 2.0  | 7    |                             | Piero Taruffi Domenico Rabbia                        | Cisitalia 1200 Berlinetta Aerodinamica     |              |
| 67          | S 2./+ 2.0  | 10   | Scuderia Ferrari            | Franco Cortese Adelmo Marchetti                      | Ferrari 166S Spider                        |              |
| 68          | S 2./+ 2.0  | 20   |                             | Franco Rol Alessandro Gaboardi                       | Alfa Romeo 6C 2500 Competizione            |              |
| 69          | S 1.1       | 22   |                             | Piero Dusio Carlo Dusio                              | Cisitalia 202SMM                           |              |
| 70          | S 1.1       | 23   |                             | Mario Porrino A. Delpiano                            | Cisitalia 202MM Spider Razzo               |              |
| 71          | S 2./+ 2.0  | 30   |                             | Mario Tadini Carlo Canavesi                          | Alfa Romeo N.D. 6C 2500 Spider             |              |
| 72          | T + 1.1     | 37   |                             | Nick Haines Rodolfo Haller                           | Healey 2400 Elliott                        |              |
| 73          | S 2./+ 2.0  | 51   | Emilio Romano               | Emilio Romano P. Cresta                              | Alfa Romeo 8C 2900B                        |              |
| 74          | S 1.1       | 52   |                             | Pasquale Ermini M. Quentin                           | Fiat Ermini 1100 Sport                     |              |
| 75          | S 1.1       | 53   |                             | Felice Bonetto Milto Maritano                        | Cisitalia 202SMM                           |              |
| 76          | S 2./+ 2.0  | 56   | Scuderia Ambrosiana         | Vincenzo Auricchio Gualaschi                         | Maserati A6GCS                             |              |
| 77          | S 1.1       | 61   |                             | Franco Cornacchia Piero Facetti                      | Cisitalia 202                              |              |
| 78          | S 2./+ 2.0  | 63   | Scuderia Ambrosiana         | Ovidio Capelli Orlando Gerli                         | Maserati A6GCS                             |              |
| 79          | S 2./+ 2.0  | 65   |                             | Ermanno Gurgo Salice Archimede Rosa                  | Alfa Romeo 6C 2500SS                       |              |
| 80          | S 2./+ 2.0  | 67   | Scuderia Ambrosiana         | Salvatore Ammendola Mario Baj                        | Maserati A6GCS                             |              |
| 81          | S 2./+ 2.0  | 69   |                             | Giovanni Cattina M. Benaglia                         | Alfa Romeo 6C 2500                         |              |
| 82          | S 1.1       | 84   |                             | Lorenzo Girard Mario Carando                         | Fiat 1100                                  |              |
| 83          | S 1.1       | 86   |                             | Inico Bernabei Sari                                  | Cisitalia 202 MM Berlinetta                |              |
| 84          | S 2./+ 2.0  | 92   |                             | Enrico Adanti Spadoni                                | Lancia Aprilia Spider                      |              |
| 85          | S 750       | 97   |                             | Giulio Baravelli M. Pomes                            | Fiat 500                                   |              |
| 86          | S 750       | 100  |                             | Andrea Gorla Mario Avalle                            | Fiat 500                                   |              |
| 87          | T 1.1       | 101  |                             | Luigi Zanetti R. Alberti                             | Fiat 1100                                  |              |
| 88          | S 1.1       | 107  |                             | Adolfo Macchieraldo G. Castelli                      | Cisitalia 202 Berlinetta                   |              |
| 89          | S 750       | 113  |                             | Antonio Prina Pietro Fontanella                      | Fiat 500                                   |              |
| 90          | S 750       | 117  |                             | Renato Ambrosini D. Borgialli                        | Siata 500 Spider Fiat                      |              |
| 91          | S 1.1       | 120  |                             | Gino Valenzano R. Motto                              | Fiat N.D.                                  |              |
| 92          | S 1.1       | 121  |                             | Dioscoride Lanza Vincenzo Leone                      | Fiat-Leone 1100 Sport                      |              |
| 93          | S 2./+ 2.0  | 123  |                             | L. Colombo Giorgio Morelli                           | Lancia Aprilia                             |              |
| 94          | T 1.1       | 129  |                             | Gino De Sanctis Agostino Prosperi                    | Fiat 508C Balilla                          |              |
| 95          | T + 1.1     | 133  |                             | Franco Piccinini Armando François                    | Lancia Aprilia                             |              |
| 96          | S 1.1       | 136  |                             | L. Da Fano Galimberti                                | Fiat 1100                                  |              |
| 97          | S 1.1       | 136  |                             | A. Zardi V. Zanardi                                  | Fiat 1100                                  |              |
| 98          | S 1.1       | 144  |                             | Roberto Gandini S. Tedeschi                          | Fiat 1100S Berlinetta                      |              |
| 99          | S 1.1       | 158  |                             | G. Parazzoli G. Gaboardi                             | Cisitalia 202                              |              |
| 100         | S 2./+ 2.0  | 160  |                             | Alberto Nespoli Antonio Brivio                       | Lancia Aprilia                             |              |
| 101         | S 1.1       | 163  |                             | Ettore Morelli Armando Morelli                       | Fiat 1100                                  |              |
| 102         | S 2./+ 2.0  | 178  | Bruno Sterzi                | Bruno Sterzi Ferdinando Righetti                     | Ferrari 166S Spider Allemano               |              |
| 103         | S 1.1       | 181  |                             | Aprile Palmer W. Moroni                              | Cisitalia 202                              |              |
| 104         | S 1.1       | 200  |                             | Carlo Restelli A. Finardi                            | Fiat 1100                                  |              |
| 105         | S 1.1       | 206  |                             | U. Veroni M. Ferraris                                | Fiat 1100                                  |              |
| 106         | S 1.1       | 210  |                             | Giulio Cabianca Ernesto Menato                       | Fiat 1100                                  |              |
| 107         | S 2./+ 2.0  | 211  |                             | A. Bosi J. Vincis                                    | Citroën 15                                 |              |
| 108         | S 750       | 236  |                             | Renato Turolla Francesco Turolla                     | Fiat 500                                   |              |
| 109         | S 1.1       | 241  |                             | Enzo Garufi Luisa Pozzoli                            | Stanguellini S1100                         |              |
| 110         | S 2./+ 2.0  | 251  |                             | Francesco Beneventano Nino D’Agata                   | Alfa Romeo N.D. 6C 2500 Spider             |              |
| 111         | S 750       | 255  |                             | V. Ceccoli Giampiero Segafredo                       | Fiat 500                                   |              |
| 112         | T 1.1       | 257  |                             | Armando Bevilacqua P. Carboni                        | Fiat 1100 Metano                           |              |
| 113         | S 750       | 293  |                             | Vito Barion Vittorino Barion                         | Fiat Turolla Morelli                       |              |
| 114         | S 2./+ 2.0  | 297  | Soave Besana                | Soave Besana Gabriele Besana                         | Ferrari 166 Spyder Corsa                   |              |
| 115         | S 750       | 303  |                             | Mario Fenocchio Domenico Fenocchio                   | Fiat Siata Spider Corsa                    |              |
| 116         | S 750       | 303  |                             | Mario Fenocchio Domenico Fenocchio                   | Fiat Siata Spider Corsa                    |              |
| 117         | S 750       | 314  |                             | Enrico Cané A. Bignardi                              | Fiat 500                                   |              |
| 118         | S 750       | 329  |                             | Eugenio Genazzoni S. Corsini                         | Fiat 500                                   |              |
| 119         | T 1.1       | 354  |                             | R. Sava Michele Schermi                              | Fiat 1100                                  |              |
| 120         | S 2./+ 2.0  | 356  |                             | Angelo Russo Gino Giovanni Ughetti                   | Stanguellini 2800SN                        |              |
| 121         | S 2./+ 2.0  | 364  |                             | Sonio Coletti Perucca Mario Theodoli                 | Lancia Aprilia                             |              |
| 122         | S 1.1       | 367  |                             | Banfi L. Benzoni                                     | Cisitalia 202                              |              |
| 123         | S 1.1       | 391  |                             | Carrara I. Artina                                    | Fiat 1100                                  |              |
| 124         | S 1.1       | 395  |                             | A. Pedretti Alessio                                  | Fiat 1100S Spider                          |              |
| 125         | S 750       | 407  |                             | F. Cerioli G. Meroni                                 | Fiat 500                                   |              |
| 126         | S 750       | 424  |                             | M. Xausa Vincon                                      | Fiat 500                                   |              |
| 127         | S 1.1       | 426  |                             | B. Loviselli E. Loviselli                            | Fiat 1100                                  |              |
| 128         | S 750       | 427  |                             | Ferruccio Lamborghini G. Baglioni                    | Fiat 500                                   |              |
| 129         | S 750       | 434  |                             | Francesco Giardini G. Cassai                         | Fiat 500                                   |              |
| 130         | S 1.1       | 439  |                             | Mario Brambilla Dante Spreafico                      | Fiat 1100                                  |              |
| 131         | T 1.1       | 441  |                             | Antonio Mantori G. Risetti                           | Fiat 1100                                  |              |
| 132         | S 1.1       | 444  |                             | Roberto C. Bonetti                                   | Fiat 1100                                  |              |
| 133         | T 1.1       | 448  |                             | Stefano Alquati G. Mondini                           | Fiat 1100                                  |              |
| 134         | S 1.1       | 453  |                             | G. Bernardi Marzola                                  | Fiat 1100                                  |              |
| 135         | T 1.1       | 463  |                             | Giovanni Caffaro M. Caffaro                          | Fiat 1100                                  |              |
| 136         | T + 1.1     | 464  |                             | D. Minardi E. Zeni                                   | Lancia Aprilia                             |              |
| 137         | S 750       | 469  |                             | S. Marabini Corsini                                  | Fiat 500                                   |              |
| 138         | S 750       | 477  |                             | Carlo Strozzi Caretti                                | Fiat 500                                   |              |
| 139         | S 2./+ 2.0  | 510  |                             | Filippo Tassara Giuseppe Tassara                     | Maserati A6 1500 Berlinetta Pinin Farina   |              |
| 140         | S 1.1       | 513  |                             | P. Jancovich Polacco                                 | Fiat 1100                                  |              |
| 141         | T 1.1       | 516  |                             | Bruno Mazzi Emo Terragnoli                           | Lancia Ardea                               |              |
| 142         | T 1.1       | 518  |                             | Innocente Maggi Zavattarelli                         | Fiat 1100                                  |              |
| 143         | S 750       | 529  |                             | Marcello L. Bruno                                    | Fiat 500                                   |              |
| 144         | S 750       | 530  |                             | L. Garbini A. Casoni                                 | Fiat 500                                   |              |
| 145         | T + 1.1     | 537  |                             | Vittorio Marzotto Paolo Marzotto                     | Lancia Aprilia                             |              |
| 146         | S 1.1       | 538  | Automobili Stanguellini     | Ferdinando Bassi M. De Minicis                       | Stanguellini S1100                         |              |
| 147         | S 1.1       | 540  |                             | Tredici L. Garrone                                   | Cisitalia 202 Berlinetta                   |              |
| 148         | S 2./+ 2.0  | 541  |                             | Edmondo Bucci Pellegrino Gullini                     | Fiat 1500                                  |              |
| 149         | S 1.1       | 547  |                             | A. Sebastiani P. Ceccarelli                          | Fiat 1100                                  |              |
| 150         | T + 1.1     | 549  |                             | L. Montagni A. Montagni                              | Lancia Aprilia                             |              |
| 151         | T 1.1       | 674  |                             | R. Guerrieri A. Giannelli                            | Fiat 1100                                  |              |
| 152         | T + 1.1     | 704  |                             | C. Torello V. Campigli                               | Lancia Aprilia                             |              |
| 153         | T + 1.1     | 706  |                             | Marco Duberti C. Coda                                | Lancia Aprilia                             |              |
| 154         | T 1.1       | 707  |                             | Mario Coda A. Guglielminotti Contin                  | Lancia Ardea                               |              |
| 155         | T 1.1       | 710  |                             | Bianconcini Giovanni Branchini                       | Fiat 1100 Metano                           |              |
| 156         | S 1.1       | 733  |                             | S. Manzoni Roberto Lippi                             | Fiat 1100                                  |              |
| 157         | S 1.1       | 758  |                             | Todesco L. Pocher                                    | Fiat 1100                                  |              |
| 158         | T + 1.1     | 761  |                             | Bruno Venezian Achille Albarelli                     | Lancia Aprilia                             |              |
| 159         | S 1.1       | 762  |                             | Balboni Roberto Sgorbati                             | Fiat 1100S Berlinetta                      |              |
| 160         | T 1.1       | 768  |                             | Ilfo Minzoni Carlo Chiti                             | Fiat 1100                                  |              |
| 161         | S 1.1       | 769  |                             | Aldo Benedetti Nino Ricci                            | Fiat 1100                                  |              |
| 162         | S 750       | 770  |                             | Maggiorello Maggiorelli Anselmo Maggiorelli          | Fiat 500                                   |              |
| 163         | T + 1.1     | 781  |                             | Plinio Bona Luciano Pavignano                        | Luciano Pavignano                          |              |
| 164         | S 750       | 783  |                             | Musa E. Maestri                                      | Fiat 500                                   |              |
| 165         | T + 1.1     | 787  |                             | Mario Simonetti G. Macola                            | Lancia Aprilia                             |              |
| 166         | S 750       | 788  |                             | Attilio Brandi Enrico Turri                          | Fiat 500                                   |              |
| 167         | T 1.1       | 791  |                             | Pietro Moscucci Giulio Moscucci                      | Fiat 1100                                  |              |
| 168         | S 1.1       | 795  |                             | A. Morandini A. Marchetti                            | Stanguellini S1100                         |              |
| 169         | S 2./ + 2.0 | 798  |                             | Guerrino Faccioni Lino Franceschetti                 | Maserati A6GCS                             |              |
| 170         | T 1.1       | 1006 |                             | Silvano Cai G. Ambrogi                               | Fiat 500                                   |              |
| 171         | S 1.1       | 1008 |                             | G. Chiappero A. Ciucci                               | Cisitalia 202                              |              |
| 172         | S 1.1       | 1009 |                             | Giorgio Castelnuovo Siro Sbraci                      | Fiat 1100                                  |              |
| 173         | S 1.1       | 1011 |                             | Arnaldo Bellini Gianni Damiani                       | Fiat 1100                                  |              |
| 174         | S 1.1       | 1012 |                             | E. Flamini R. Flamini                                | Fiat 1100S Berlinetta                      |              |
| 175         | S 1.1       | 1022 |                             | F. Scotti Gianfranco Pieratelli                      | Fiat 1100S Berlinetta                      |              |
| 176         | S 1.1       | 1023 |                             | T. Gamba Giambelli                                   | Fiat 1100                                  |              |
| 177         | T + 1.1     | 1026 |                             | G. Porta Alessandro Tavolino                         | Lancia Aprilia                             |              |
| 178         | S 750       | 1034 |                             | Vittorio Bulgarini F. Morandi                        | Fiat 500                                   |              |
| 179         | S 750       | 1035 |                             | F. Crivellari Caprioglio                             | Fiat 500                                   |              |
| 180         | S 2./ + 2.0 |      |                             | Mario Pareschi Emilio Bolognesi                      | Alfa Romeo 6C 2500                         |              |
| 181         | S 750       | 1039 |                             | D. Pulidori G. Cioni                                 | Fiat 500                                   |              |
| 182         | S 750       | 1041 |                             | Giuseppe Santi B. Saiella                            | Fiat 500                                   |              |
| 183         | S 750       | 1046 |                             | Rino Ferniani Piero Pierazzoli                       | Fiat 500                                   |              |
| 184         | S 2./+ 2.0  | 1047 |                             | Consalvo Sanesi Giulio Sala                          | Alfa Romeo 6C 2500 Competizione Berlinetta |              |
| 185         | S 2./+ 2.0  | 1049 | Scuderia Ferrari            | Tazio Nuvolari Andrea Scapinelli                     | Ferrari 166 Spyder Corsa                   |              |
| 186         | S 2./+ 2.0  | 1050 |                             | Giorgio Rota Gottardo                                | Alfa Romeo                                 |              |
| 187         | S 2./+ 2.0  | 1051 |                             | P. Campanella P. Gianni                              | GPG 2000                                   |              |
| 188         | S 750       | 1070 |                             | Ugo Bormioli R. Zanini                               | Fiat 500                                   |              |
| 189         | S 1.1       | 1090 |                             | Giuseppe Borelli Toni                                | Fiat 1100                                  |              |

### Nur in der Meldeliste
Hier finden sich Teams, Fahrer und Fahrzeuge, die ursprünglich für das Rennen gemeldet waren, aber aus den unterschiedlichsten Gründen daran nicht teilnahmen.
| Pos. | Klasse      | Nr.  | Team | Fahrer                              | Chassis                        |
| ---- | ----------- | ---- | ---- | ----------------------------------- | ------------------------------ |
| 190  |             |      |      | Tazio Nuvolari                      | Cisitalia                      |
| 191  | S 2./+ 2.0  | 31   |      | Franco Venturi                      | Alfa Romeo                     |
| 192  | T + 1.1     | 39   |      | Pierre Nessi Zolla                  | Healey 2400                    |
| 193  | S 2./ + 2.0 | 42   |      | John Gordon Lance Macklin           | Lancia Astura                  |
| 194  | S 2./ + 2.0 | 43   |      | Billard                             | Hotchkiss                      |
| 195  | S 2./ + 2.0 | 58   |      | Nino Rovelli                        | BMW 328                        |
| 196  | S 1.1       | 93   |      | Zagata Gastone Crepaldi             | Fiat                           |
| 197  | S 1.1       | 95   |      | Francesco Arezzo                    | Fiat 1100                      |
| 198  | S 2./+ 2.0  | 143  |      | Luigi Della Chiesa Mariano Brandoli | Fiat 1500                      |
| 199  | S 2./+ 2.0  | 154  |      | Enrico Beltracchini Civettini       | Auto Avio Costruzioni Tipo 815 |
| 200  | S 1.1       | 190  |      | Pierre Boncompagni P. L. Cantini    | Fiat 1100                      |
| 201  | S 1.1       | 215  |      | Alceo Padovani Bruno Fontanini      | Fiat                           |
| 202  | S 2./+ 2.0  | 240  |      | I. Pezzoli Bruno Bonini             | Fiat 1500                      |
| 203  | S 2./+ 2.0  | 242  |      | Enrico Adanti Silvio Rondina        | Lancia Aprilia                 |
| 204  | S 1.1       | 247  |      | Mario Camellini                     | Fiat                           |
| 205  | T 1.1       | 318  |      | Sergio Di Grazia Luciano Pagliai    | Fiat 1100                      |
| 206  | S 750       | 324  |      | E. Manfredini                       | Fiat 500                       |
| 207  | S 2./+ 2.0  | 340  |      | Ezio Ferraris A. Garlanda           | Lancia Aprilia                 |
| 208  | T + 1.1     | 389  |      | Francesco Toia Domenico Tramontana  | Lancia Aprilia                 |
| 209  | T 1.1       | 416  |      | Domenico Minneci Antonio di Salvo   | Fiat 1100                      |
| 210  | T 1.1       | 428  |      | Bertolaso Mettimano                 | Fiat 1100                      |
| 211  | S 750       | 442  |      | Ettore Bianco                       | Fiat 500                       |
| 212  | S 750       | 447  |      | Luciano Prandina N. Battaglini      | BMW                            |
| 213  | T + 1.1     | 460  |      | Granero Vercellino                  | Lancia Aprilia                 |
| 214  | T + 1.1     | 467  |      | U. Pozzi                            | Lancia Aprilia                 |
| 215  | S 750       | 470  |      | S. Marabini V. Zanardi              | Fiat 500                       |
| 216  | T 1.1       | 473  |      | Luigi Rabitti F. Carlini            | Fiat 1100                      |
| 217  | T + 1.1     | 486  |      | Collina Bruno Ronconi               | Lancia Aprilia                 |
| 218  | T + 1.1     | 493  |      | B. Mari                             | Lancia Aprilia                 |
| 219  | S 1.1       | 495  |      | Mario Giobellina Dante Spreafico    | Cisitalia                      |
| 220  | T + 1.1     | 499  |      | C. Tamburini V. Fontana             | Lancia Aprilia                 |
| 221  | S 2./+ 2.0  | 507  |      | Gaggero                             | Citroën                        |
| 222  | S 1.1       | 514  |      | Dezza Barbieri                      | Fiat 1100                      |
| 223  | S 2./+ 2.0  | 543  |      | Carlo Pottino                       | Alfa Romeo                     |
| 224  | S 2./+ 2.0  | 782  |      | F. Agostini Dante Fornari           | Lancia Aprilia                 |
| 225  | S 1.1       | 1001 |      | Stefano La Motta Raimondo Lanza     | Cisitalia 202                  |
| 226  | T 1.1       | 1003 |      | Plinio Ferrari                      | Fiat 1100                      |
| 227  | T 1.1       | 1004 |      |                                     | Fiat 1100                      |
| 228  | T 1.1       | 1007 |      | Luigi Caratti Minola                | Fiat 500                       |
| 229  | T + 1.1     | 1024 |      | Gabbi Bernini                       | Lancia Aprilia                 |
| 230  | S 750       | 1042 |      | Bruno Martignoni G. Ossena          | Fiat 500                       |
| 231  | S 1.1       | 1045 |      | De Negri                            | Fiat 1100                      |
| 232  | S 2./+ 2.0  | 1097 |      | Masai G.O.S.                        | Alfa Romeo                     |

### Klassensieger
| Klasse     | Fahrer             | Fahrer             | Fahrzeug                    | Platzierung im Gesamtklassement |
| ---------- | ------------------ | ------------------ | --------------------------- | ------------------------------- |
| S 2./+ 2.0 | Clemente Biondetti | Giuseppe Navone    | Ferrari 166S Coupé Allemano | Gesamtsieg                      |
| S 1.1      | Alberto Comirato   | Lia Comirato Dumas | Fiat-Comirato 1100 Sport    | Rang 2                          |
| S 750      | Sandro Fiorio      | Piero Avalle       | Fiat Siata 500 Pescara      | Rang 37                         |
| T + 1.1    | Giovanni Lurani    | Guglielmo Sandri   | Healey 2400 Elliott         | Rang 13                         |
| T 1.1      | Diego Capelli      | Giuseppe Veronelli | Fiat 1100                   | Rang 45                         |

### Renndaten
- Gemeldet: 232
- Gestartet: 189
- Gewertet: 64
- Rennklassen: 5
- Zuschauer: unbekannt
- Wetter am Renntag: warm und trocken
- Streckenlänge: 1833,038 km
- Fahrzeit des Siegerteams: 15:05:44,000 Stunden
- Gesamtrunden des Siegerteams: 1
- Gesamtdistanz des Siegerteams: 1833,038 km
- Siegerschnitt: 121,227 km/h
- Pole Position: keine
- Schnellste Rennrunde: keine
- Rennserie: zählte zu keiner Rennserie